# Кордунашки партизански одред
Кордунашки народноослободилачки партизански (НОП) одред је био партизанска јединица у саставу Народноослободилачке војске и партизанских одреда Југославије током Другог светског рата у Југославији.

## Историјат
Кордунашки НОП одред формиран је у октобру 1941. Спроводећи закључке Саветовања у Столицама, Оперативно партијско руководство Окружног комитета Комунистичке партије Хрватске за Карловац одлучило је 30. септембра 1941. да изврши реорганизацију партизанских снага. У октобру су рејони преформирани у батаљоне, а мали партизански одреди у водове или чете, и били су у саставу Команде партизанских одреда за Кордун и Банију. Био је то назив за Кордунашки НОП одред до почетка децембра 1941. када је по наређењу Главног штаба Хрватске, реорганизована Команда партизанских одреда Кордуна и Баније и формирани Кордунашки и Банијски НОП одред. Кордунашки НОП одред имао је четири батаљона са преко 1400 бораца, наоружаних са 528 пушака, 8 пушкомитраљеза, 1 митраљезом, ловачким пушкама, пиштољима и ручним бомбама. Значајније борбе Кордунашког НОП одреда у октобру биле су: напад и заузимање Крстиње (8. октобра); напад на домобранску посаду у Тушиловићу (17. октобра); напад на италијанску ауто-колону коњичког пука Алесандриа на путу Војнић—Слуњ (20. октобра); напад на усташе и домобране на путу Карловац—Слуњ (29. новембра); уништење домобранске посаде у селу Скакавцу (9. новембра). Првих дана децембра 1. и 2. батаљон водили су борбе са италијанским снагама код Будачке Ријеке и Дебеле косе. Делови 4. батаљона пренели су своје акције на север и 8. децембра напали и разоружали жандармеријску посаду у Писаровини. У другој половини децембра Кордунашки НОП одред прелази на крупне офанзивне акције против јачих непријатељевих упоришта. На више места партизани и становништво порушили су путеве Карловац—Крњак—Вељун—Слуњ, Војнић—Тушиловић, Војнић—Крњак и Крњак—Бариловић. Током 18. и 20. децембра разорена је железничка пруга између Утиње и Војнића у дужини 700 метара и пруга Карловац—Топуско на пет места у дужини око 3 1/2 км; 20. децембра разоружана је домобранска посада железничке станице Војнић, заробљено 83 домобрана; 21/22. децембра нападнута је и савладана домобранска посада железничке станице Утиња. Борбе за Војнић који су браниле 7. и 8. бојна домобранске 2. пјешачке пуковније, 3. бојна 3. пјешачке пуковније и око 40 жандарма трајале су око 20 дана; 12. јануара 1942. непријатељ је покушао да се пробије из окружења, али без успеха. Погинуло је и рањено 37 и заробљено око 410 домобрана и жандарма. Тиме су биле завршене вишемесечне борбе главнине Кордунашког НОП одреда за ослобођење Војнића, Војишнице и Утиње. За то време 4. батаљон Кордунашког НОП одреда бранио је слободну територију Кирино-сјеничког подручја пред многобројним усташко-домобранским снагама и успео да евакуише на Петрову гору око 14 000 становника са слободне територије и блокирао непријатељске посаде у Вељуну, Перјасици и Крњаку. До краја јануара Кордунашки НОП одред је постигао значајне успехе у борбама против усташа, домобрана и жандарма што је довело до прилива нових бораца. Одред је крајем јануара 1942. имао преко 2450 бораца и око 5100 пописаних људи способних за борбу са 7 митраљеза, 48 пушкомитраљеза, 1521 војничком пушком и 535 ловачких пушака. Команде батаљона су у новембру извршиле попис целокупног људства способног за борбу, организовале га у десетине, водове и чете, и с њим изводиле обуку. Офанзивним акцијама почетком 1942, у то време најкрупнијим на подручју Хрватске, проширена је слободна територија, појачало се поверење народа у оружане снаге НОП, број партизана се удвостручио, а у борбама су заплењене велике количине оружја. Под утицајем КПЈ партизанске јединице су сузбиле настојање неких четничких група из рејона Плашког да се уз помоћ Италијана инфилтрирају у одред. Крајем јануара 1942. Кордунашки НОП одред је реорганизован у Групу кордунашких НОП одреда са 1. и 2. кордунашким НОП одредом. Нови Кордунашки НОП одред формиран је крајем октобра 1942, од дотадашњих подручних батаљона Команде Кордунашког војног подручја. Одред краће време носи назив 1. НОП одред Прве оперативне зоне и Први кордунашки НОП одред. Имао је три батаљона; у другој половини новембра формирао је Ударни батаљон, а крајем месеца формиран је и 4. батаљон. Почетком децембра дао је Ударни батаљон (од око 170 бораца) за попуну 15. НО бригаде, па је остао са 688 бораца. У другој половини децембра формирао је нови, четврти батаљон. Пред четврту непријатељеву офанзиву имао је 782 борца, међу којима 132 члана КПЈ и велики број чланова СКОЈ. У почетку офанзиве водио је 20. и 21. јануара 1943. борбе с немачким снагама на правцу Бариловић-Крњак. Након продора немачке 7. СС дивизије остао је на Кордуну, одржавајући везе са партизанским снагама на Жумберку, у Горском котару и Лици. Нападао је непријатељске посаде, омогућавао рад војнопозадинских органа и органа народне власти и контролисао слободну територију, спречавао упаде усташко-домобранских и четничких снага на слободну територију, стварајући поновно услове за нормалан живот на њој. У марту је Одред нарастао на пет батаљона, у априлу је дао један батаљон за формирање Карловачког НОП одреда и три батаљона за формирање Унске оперативне групе. Бранећи успешно слободну територију Кордуна, Одред се попуњавао новим борцима. У саставу 8. дивизије НОВЈ Одред се нарочито истакао у борбама током јуна, јула и децембра 1943, и у мају 1944. У августу 1943. упутио је један батаљон за формирање Плашчанског НОП одреда. После напада немачких и усташко-домобранских снага на слободну територију Кордуна, крајем маја 1944, имао је два батаљона са око 800 бораца. јула 1944. Одред је расформиран,а његови борци попунили су јединице 8. дивизије НОВЈ.